# Torymus purpurascens
Torymus purpurascens is een vliesvleugelig insect uit de familie Torymidae. De wetenschappelijke naam is voor het eerst geldig gepubliceerd in 1798 door Fabricius.